# 李原名
李 原名（り げんめい、生没年不詳）は、明初の儒家官僚。字は資善。本貫は安州。

## 生涯
1382年（洪武15年）、経書に通じた儒士として推挙されて御史となった。1387年（洪武20年）、原名は平緬への使者として派遣されて帰朝すると、思倫発の乱に対して防備を強化すべきことと、靖江王朱守謙が権限を利用して不法をおこなっていることを報告した。洪武帝の意にかなって礼部尚書に抜擢された。
原名は遠方の情勢について諮問されることが多かった。高麗が遼東の文州・高州・和州・定州を自国の旧領として返還を要求し、鉄嶺に軍を駐屯させるよう求めてきた。このことを諮問されると、原名は「遼東の数州はいずれも元の版図に入っており、遼と高麗は鴨緑江を国境としていました。いま鉄嶺にはすでに衛を置いており、要求に応じるのはよろしくありません」と答えた。また安南が毎年朝貢してきていたが、原名は洪武帝の意を受けて、三年一貢を定制とさせた。
答禄与権が歴代帝王廟を建てるよう提議すると、原名は風后・力牧ら36人の功臣をともに祭祀するよう求めた。洪武帝はそのうち趙普・安童・アジュを除き、陳平・馮異・潘美・ムカリを加えて、残りは全て原名の上奏どおりにした。魯王朱檀が死去すると、原名は喪服の制を定めた。進士の王希が父と離縁した実母の服喪を願い出ると、原名は礼にあらずとして認めなかった。郊祀・宗廟・社稷・岳瀆の諸制は、洪武朝の儒臣たちの議論により定められたが、詳細の脱け落ちたところがあると、洪武帝はすべて原名に修正させた。1390年（洪武23年）、原名は老齢のため致仕した。